# Tempio del Divo Romolo

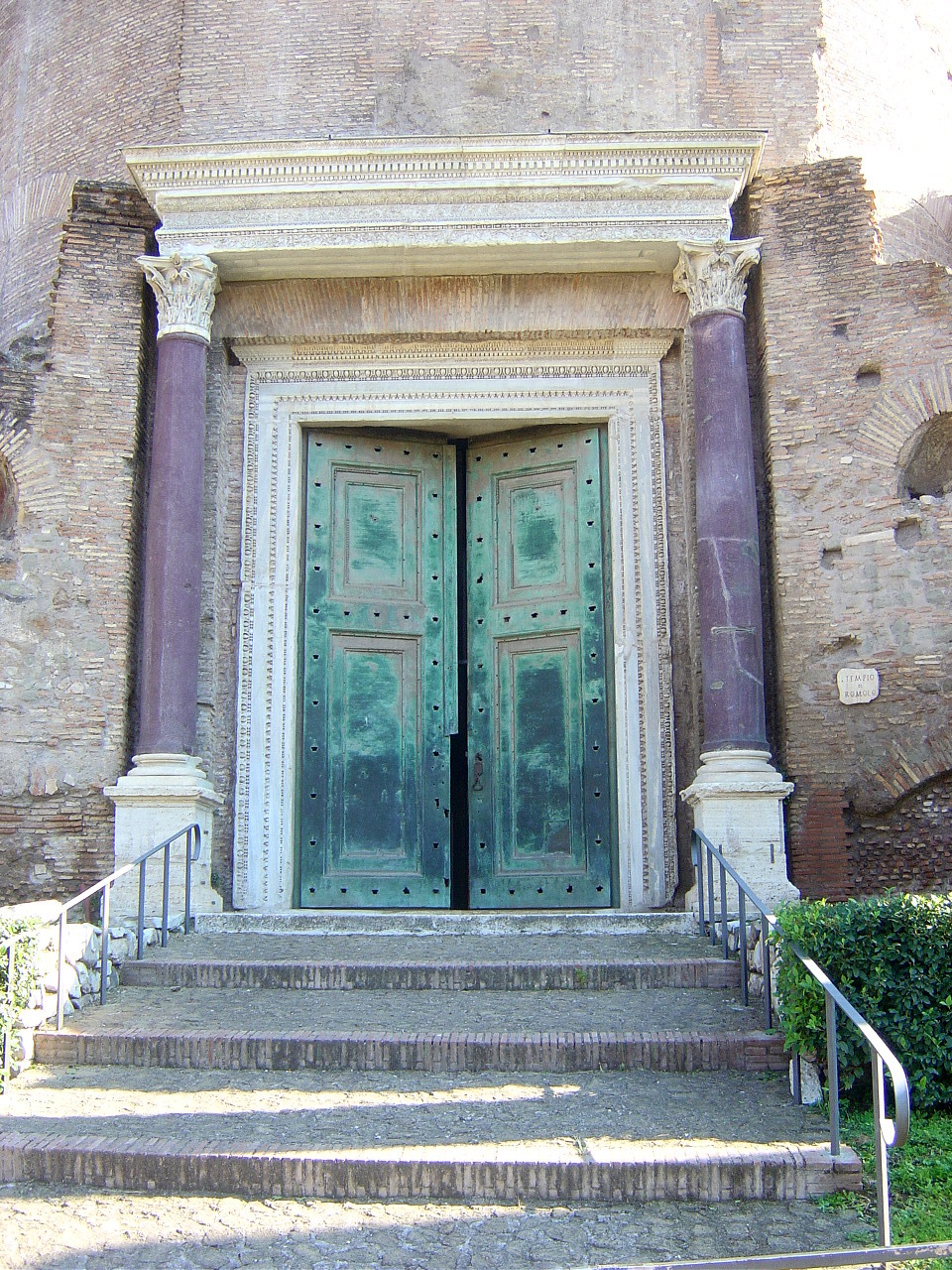
Il portone del tempio di Romolo. Da notare la cornice e la trabeazione riccamente decorate e la porta bronzea originale

Il tempio del Divo Romolo si trova nell'area archeologica del Foro Romano, a Roma, sulla Sacra via summa, alle spalle del cosiddetto carcer repubblicano, tra il tempio di Antonino e Faustina e la basilica di Massenzio.

## Storia
L'edificio costituiva l'ingresso al complesso imperiale del Tempio della Pace dalla via Sacra, tra l'Arco di Tito e la piazza del Foro Romano: il diverso orientamento del complesso imperiale rispetto alla via era risolto per mezzo della sua pianta circolare.
Agli inizi del IV secolo il complesso del Tempio della Pace era già in abbandono e il vestibolo venne riutilizzato da Massenzio, che lo dedicò forse nel 309 d.C. come tempio in onore del figlio Valerio Romolo, morto in giovane età e in seguito divinizzato. A quell'epoca risale il portale riccamente decorato, inquadrato da due ali di muro che formavano un'esedra affacciata sulla via, decorati con elementi architettonici di reimpiego. Dopo la sconfitta di Massenzio nella battaglia di Ponte Milvio del 312, ad opera di Costantino, dovette mutare la sua funzione, come sembrano provare alcune iscrizioni, visibili fino al XVI secolo all'interno dell'edificio.
Teodorico il Grande, re degli Ostrogoti, e sua figlia Amalasunta donarono a papa Felice IV nel 527 una sala del Tempio della Pace (probabilmente la biblioteca), che fu trasformata nella basilica dedicata ai Santi Cosma e Damiano. In quell'occasione venne unita col tempio di Romolo e fu aperta una porta tra i due complessi. Il tempio divenne allora il vestibolo della chiesa.
Nel 1631 il pavimento della chiesa venne rifatto ed alzato di parecchi metri per via delle infiltrazioni d'acqua provenienti dal Campo Vaccino, ma non quello del tempio, che rimase alla quota dell'antica strada romana. La porta in bronzo e le colonnine in porfido vennero allora riutilizzate in una nuova porta a nord, che sostituì quella antica. Nel 1897 Rodolfo Lanciani riallestì la porta originale, come è ancora visibile oggi, interrompendo però così la continuità tra il tempio e la Basilica; la struttura interna del tempio è visibile dall'interno della basilica.
In passato l'edificio era stato identificato in modo piuttosto fantasioso dai primi studiosi ed antiquari come tempio dei Penati o del tempio di Giove Statore fondato da Romolo (o dai primi cittadini di Roma) nell'VIII secolo a.C.

## Attribuzione
L'attribuzione come tempio di Romolo è piuttosto controversa e si basa su notizie medievali (che potrebbero riferirsi invece a una errata interpretazione della basilica di Massenzio) e su una moneta dell'epoca di Massenzio con un edificio a base circolare e la scritta aeternae memoriae, forse riferibile con più esattezza al mausoleo dinastico sulla via Appia Antica.
Alcuni sostengono invece che un tempio di Romolo non sia mai esistito e si basano per l'identificazione sui resti di un'iscrizione con la dedica a Costantino I da parte del Senato (secondo i fautori dell'attribuzione al tempio di Romolo questa iscrizione sarebbe segno di una nuova dedica dopo la battaglia di Ponte Milvio).
Un'altra ipotesi, nata alla fine del XIX secolo, è che si tratti del tempio dei Penati, che sappiamo si trovava sulla Velia, vicino al Foro, sul tratto della via Sacra che portava alle Carinae: l'inizio della via per le Carinae è infatti visibile a lato della rotonda. Può darsi che il tempio dei Penati si trovasse al di sotto della basilica di Massenzio, che occupa gran parte della Velia, e che sia stato in seguito ricostruito poco distante. Anche la presenza delle due celle absidate sarebbe compatibile con la dedica ai Penati, dove potevano venire collocate le statue di culto, come appaiono in una moneta di Massenzio ai lati del tempio.

## Descrizione

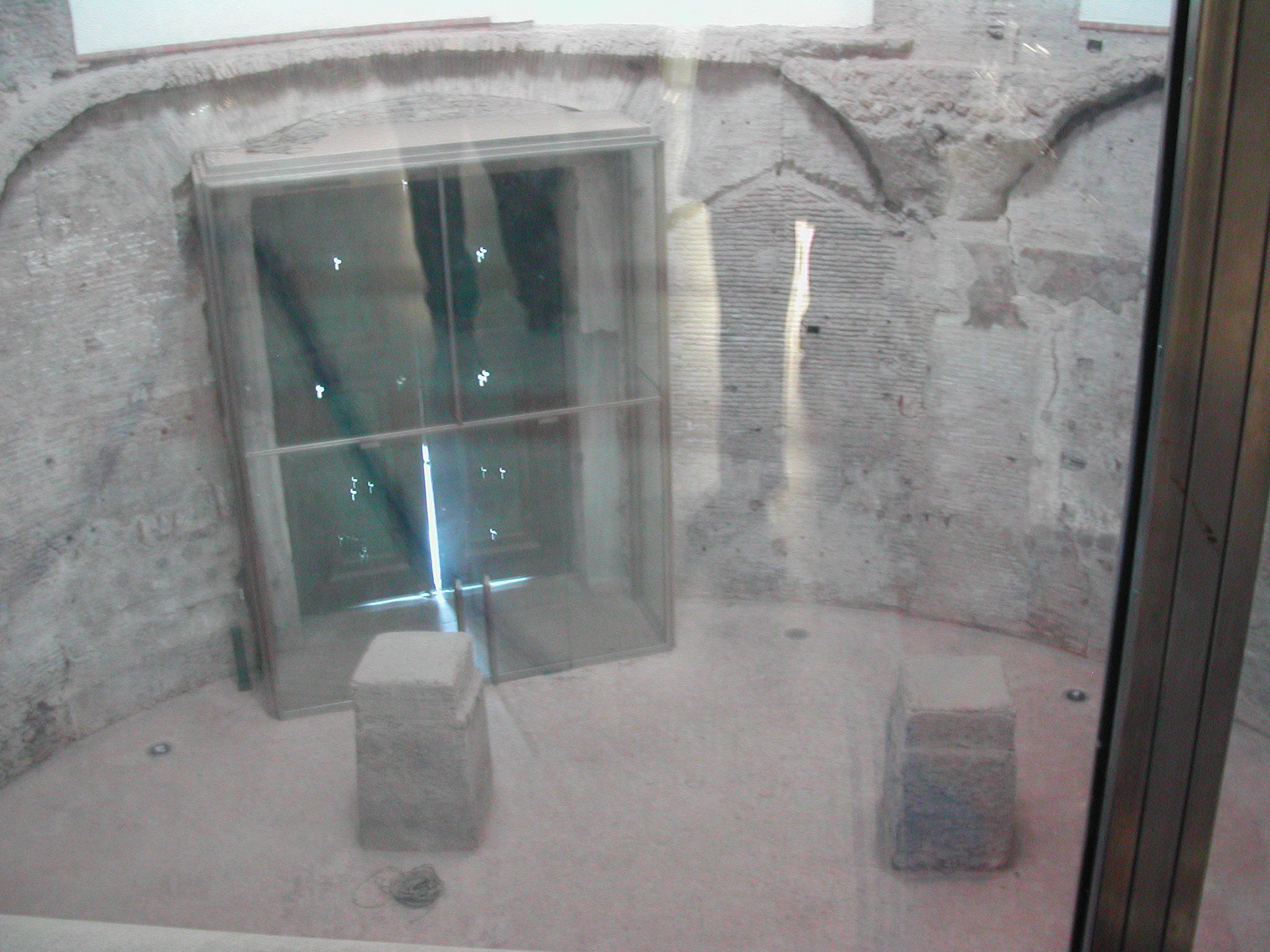
L'interno

L'edificio fu costruito con mattoni e coperto con lastre di marmo, asportate durante il Medioevo. Il corpo centrale è di forma cilindrica, coronato da una cupola, l'unica di epoca romana presente nel foro,  parzialmente rimaneggiata coronata da un lanternino costruito in epoca moderna. La facciata ha invece un andamento rientrante ad emiciclo che presenta quattro nicchie attualmente murate, già usate per accogliere altrettante statue. La parte meglio conservata è il portale, affiancato da due colonne di porfido rosso (il marmo degli imperatori) con capitelli corinzi in marmo bianco che sorreggono una trabeazione riccamente decorata di reimpiego, così come la cornice, anch'essa rifinita da dettagli pregiati.
La porta bronzea è una delle poche romane sopravvissute, e presenta un meccanismo ancora funzionante (un'altra è quella della Curia Iulia alla basilica di San Giovanni in Laterano e quella del Pantheon).
Due ambienti rettangolari terminanti con altrettante absidi e collegati al tempio vennero ricavati tra la parte centrale della struttura e gli edifici contigui. Due colonne di marmo cipollino poggianti su basi rialzate fungevano da decorazione all'ingresso di queste due sale. Solo l'ultima colonna, quella situata a destra, si è conservata sino ai giorni nostri.
Alcune tracce di affreschi, risalenti alla trasformazione del tempio in vestibolo, sono visibili dall'interno della basilica dei Santi Cosma e Damiano. Il fondo della navata si apre infatti sul corpo centrale del tempio, situato ad un livello inferiore.
L'edificio sorge soprelevato rispetto alla Sacra via summa poiché gli scavi archeologici del XIX secolo rimossero erroneamente la pavimentazione post-neroniana scambiandola per un'aggiunta medievale; così poterono indagare anche gli strati più antichi del Foro (il livello odierno è del primo impero), ma lasciarono scoperte le fondamenta degli edifici successivi, come lo stesso tempio di Romolo, l'arco di Tito e la basilica di Massenzio. Il livello medievale della strada è invece testimoniato da un portico che si trova poco più avanti sulla via sacra, sul lato sinistro.